# 在线影评人协会
在线影评人协会（英語：Online Film Critics Society）是互联网上的一家专业影评人协会，它建立于1997年。

## 奖项
在线影评人协会的主要奖项有：
- 最佳影片
- 最佳导演
- 最佳男主角
- 最佳女主角
- 最佳男配角
- 最佳女配角
- 最佳纪录片
- 最佳外语片
- 最佳改编剧本（1998—1999，2001—）
- 最佳原创剧本（1998—1999，2001—）
- 最佳原创音乐（1998—）
- 最佳摄影（1998—）
- 最佳编辑（1998—2000、1998、2000）
- 最佳突破导演（1999、2001）
- 最佳突破演技（2000—）
- 最佳动画片（2001—）
- 特殊成就奖（1999、2011）